# Tulasnella cystidiophora
Tulasnella cystidiophora é uma espécie de fungo pertencente à família Tulasnellaceae.